# Генадий Берски
Генадий (на гръцки: Γεννάδιος, Генадиос) е православен духовник, митрополит на Вселенската патриаршия.

## Биография
Генадий е споменат като берски митрополит в акт на патриарх Пахомий I Константинополски от 1508 година.